# Taczanowskitinamu

Verbreitungsgebiet des Taczanowskitinamus

Der Taczanowskitinamu (Nothoprocta taczanowskii), auch Taczanowskisteißhuhn, ist eine Vogelart aus der Familie der Steißhühner (Tinamidae).
Der Vogel kommt in den Anden, in der Cordillera Oriental von der Region Junín bis zur Region Puno vor und ist nahezu endemisch in Peru bis auf einzelne Beobachtungen unmittelbar jenseits der Grenzregion in Bolivien.
Der Lebensraum umfasst Wolken- und Nebelwald mit Gebüsch, Weideland und offene oder felsige feuchte oder halb-feuchte Bergareale von 2700–4000 m Höhe, gern in der Nähe der Baumgrenze, bevorzugt Polylepis und Puya raimondii.
Der Artzusatz bezieht sich auf Władysław Taczanowski.

## Merkmale
Der Vogel ist mit 32–36 cm ziemlich groß, überwiegend grau gefiedert mit langem gebogenem Schnabel. Die Kopfkappe ist dunkel mit schwarzen Federn und dunkelbrauner Bänderung sowie schmalem matt-weißem Außenrand. Der hintere Nacken und Rücken sind matt-braun mit kleinen schwarz umrahmten weißlichen Flecken, ansonsten ist die Oberseite braun mit breiten schwarzen Bändern und weißlichen Streifen an der Seite. Die Flügeldecken sind braun mit schwärzlichen Bändern, die Handschwingen rötlich-braun mit gelbbrauner oder weißlicher Bänderung auf den Außenseiten. Gesicht und Kopfseiten sind matt braun mit weißlichen und schwarzen Linien oder Flecken. Abgrenzbar ist ein schwarzer Kinnstreif und eine schwarze Linie über den Ohrdecken. Kinn, Kehle und vorderer Nacken sind weißlich mit etwas bräunlicher Fleckung, der hintere Nacken und die Brust sind hell gräulich-braun, manchmal mit etwas Grau, und gefleckt mit weißlichen Punkten. Die Unterseite ist gelbbraun, in der Mitte weißlich, an den Flanken leicht gebändert.
Die Iris ist braun oder kastanienbraun, der Schnabel an der Oberseite schwärzlich, am Unterschnabel bräunlich. Die Füße sind gelb.
Die Geschlechter unterscheiden sich nicht. Jungvögel sind an Brust und Oberseite deutlich brauner, an den Flanken hellbraun mit schwarzen Flecken und tragen an den Handschwingen ockerfarbene Bänder.

## Geografische Variation
Die Art gilt als monotypisch.

## Stimme
Der Ruf wird als hohes, scharfes Pfeifen „TU’EEEEEeer“ beschrieben, ansteigend, dann abfallend. Wenn aufgescheucht ist ein lautes „cuyy cuyy“ zu hören.

## Lebensweise
Die Nahrung besteht häufig aus Knollengewächsen, insbesondere Kartoffeln. Die Art ist vermutlich ein Standvogel. Die Brutzeit liegt zwischen April und Mai.

## Gefährdungssituation
Der Bestand gilt als „gefährdet“ (Vulnerable) aufgrund von Bejagung und Habitatverlustes.